# Comté de Butler (Ohio)
Pour les articles homonymes, voir Comté de Butler.
Le comté de Butler (en anglais : Butler County) est un des 88 comtés de l'État de l'Ohio, aux États-Unis.
Son siège est fixé à Hamilton.